# Mímánsza
A mímánszá vagy mímámszá (dévanágarí: मीमांसा , IAST: mīmāṃsā) a hat klasszikus ind filozófiai rendszer egyike. Jelentése: "vizsgálat, kutatás, spekuláció" – amelynek tárgya a Véda.
A mímánszá igazából nem filozófiai iskola, hanem a védamagyarázat tudománya. A szertartások hibátlan elvégzése érdekében a homályos vagy ellentmondó szöveghelyek értelmezésének alapelveit vizsgálja. A Mímánszá vagy Púrva-mímánszá, "első vizsgálat", vagy Karma-mímánszá, "a (rituális) cselekvények kutatása", a brahmani rituáléra vonatkozó védikus szövegek helyes magyarázatának szabályait akarja nyújtani. A szertartások leírása ugyanis a védikus szövegekben nem teljes, nem részletes és nem világos.
A mímánszá rendszerét Dzsaimini alkotta meg, aki feltehetőleg a Kr. e. 4. század körül élt. E rendszerben a Védákat a belső tudást feltáró, magától értetődő írásokként fogadják el. A mímánszá a tettek révén elérhető megszabadulásban hisz. Megalapozta a szertartásos, az áhítatos és az etikus magatartás részletes filozófiáját, ebből fejlődött ki a karma filozófiája. A mímánszá a tettek iskolája.
A Védák az ind teológia szempontjából két részre oszlanak. Ezek a részek, amelyek Paul Deussen (1845–1919) indológus szerint úgy viszonylanak egymáshoz, mint az Ó- és Új-szövetség, a következők: a vallási és rituális jellegű "cselekedeti rész" (karma-kánda), a mantrák / a Rig-véda himnuszai, a Száma-véda énekei és a Jadsur-véda formulái / és a bráhmanák, és a filozófiai jellegű "ismereti rész" (dnyána-kánda), a Védánta (az áranjakák és főleg az upanisadok). Az első részen alapul a Mímánszá par. exc., másképpen Púrva v. Karma-mímánszá a másodikon az Uttara- v. Brahma- v. Sáríraka-mímánszá, közönségesen Védánta. A két rendszer együtt a szigorúan orthodox brahmani spekuláció módszeres kifejtése. 
A Mímánszá par exc. vagy Púrva-mímánszá, "első vizsgálat", vagy Karma-mímánszá, "a (rituális) cselekvények kutatása", a brahmani rituáléra vonatkozó védikus szövegek helyes magyarázatának szabályait akarja nyújtani. A szertartások leírása ugyanis a védikus szövegekben nem teljes, nem részletes és nem világos. Már pedig, mint tudjuk, minden legkisebb részletke legpontosabb végrehajtása óriási fontosságú dolog. A Mímánszá célja a részletekre vonatkozó kétségeket eloszlatni s a védikus szövegekben valóban vagy látszólag található ellentmondásokat megszüntetni. Ehhez képest a Dzsaimini neve alatt fönnmaradt 2742 Mímánszá-szútra főtartalma a centrális fontosságú áldozat (karman, "cselekvény"), az orthodox vallási, főleg áldozati kötelességek (dharma) s a teljesítésükért kijáró földi vagy túlvilági jutalmak (phala) tárgyalása, valamint a hozzája fűződő spekulatív anyag. Mindent összevéve az egész nem egyéb, mint szisztematizált brahmanizmus - teológia, nem filozófia, ami már abból is kitűnik, hogy a megváltás útja itt nem a tudás. Bölcseleti értékét eléggé megvilágítja az a tétel, hogy a helyes megismerés egyetlen eszköze a teremtetlen, örökkévaló sabda, tkp. "hang" - technikus értelemben olyan szóbeli közlés, amely autoratív forrásokon, elsősorban a teremtetlen, örökkévaló Védán alapul. A rendszer ennek ellenére, bár a népies vallás isteneit is elismeri, ateisztikus: a jutalom (phala) ugyanis egyenesen és kizárólag az áldozat következménye s minden cselekedet isteni beavatkozás nélkül termi meg gyümölcsét, úgyhogy az erkölcsi világrend szempontjából istenre semmi szükség nincsen. Ez a felfogás persze sajátságos kontrasztban van azokkal az egészen személyes és jobbára igen világi természetű óhajokkal, amelyekkel a régi himnuszok szerzői az istenek elé járulnak. De az is igaz, hogy a Mínánszá mesterei Védán nem annyira a himnuszokat, mint a rituális prózai szövegeket értik. 
Hogy a Mímánszát a brahmani filozófiai rendszerek közé besorozták, annak fő oka az előadás formája. A Véda tartalma ugyanis a Mímánszában bizonyos kategóriákba van beosztva s minden téma nagy logikai elmeélről tanúskodó módszerrel van tárgyalva. E módszer sémájában a következő öt tag van: tétel, kételkedés a tétel helyességében, a tétel helytelen felfogása, a helytelen felfogás cáfolása a helyes bizonyítás által s a vizsgálat eredménye. - Azonkívül mímánszá-tanok indokolása végett, tehát csak alkalmilag és kivételesen, bölcseleti természetű kérdések is kerülnek elő. Ilyen az a föllebbi állítás, hogy a hangok s tehát a szavak is örökkévalók, úgyszintén a szónak összefüggése a jelentésével: a szó és jelentés kapcsolata nem emberi megegyezésen alapul, hanem a jelentés természettől benne lappang a szóban. Ez az elmélet a Véda csalhatatlansága érdekében volt szükséges s természetesen csak oly iskola szűk körében születhetett meg, amelynek felfogása szerint csak egyetlen nyelv van a világon. 
A hang örökkévalóságára vonatkozó Mímánszá-dogmát az ind grammatikusok is átvették. Ennek az lett a következése, hogy a Pánini (Kr. e. 4. vagy 3. sz.) által megállapított grammatikai rendszer is fel van véve a filozófiai rendszerek közé. Indiában tehát a grammatika is a megváltás eszköze. Ind szempontból a dolog nem is olyan feltűnő. A Brahman mindenben meg van testesülve, nem csupán a különböző lényekben, például a lóban, hanem a Véda (= brahman) minden egyes szavában, pl. az asva = "ló" szóban is. A Brahman az egyedüli létező, a létezőnek fogalma is: minden generikus, speciális és individuális fogalomban inherál s valóságot ád neki. A fogalom nyelvi megjelölése pedig a szó. A szó (illetőleg a benne megtestesült brahman) teremtő princípium, s ha a brahman egy-egy világkorszak kezdetén újra meg akarja teremteni a lovat, csak a Véda asva = "ló" szavára gondol s ezzel megteremti a szónak megfelelő reális lényt. A Védában levő szavak megértésének eszköze pedig a grammatika. A grammatika tehát a Véda szavainak megértése útján a Véda (= a brahman) megismerésére jut, azaz tudásra, s ennélfogva megváltásra. 
A grammatikusok köreiből indult ki s a Jóga-rendszerbe is befutott a szphóta-elmélet - egy nyelvfilozófiai theória, amelynek tárgya a szónak és jelentésének egymáshoz való viszonya. E theória szerint az, hogy bizonyos betűk, ill. hangok kapcsolata bizonyos fogalmat jelöl, hogy pl. az asva szó a ló fogalmát jelöli, csak úgy lehetséges, hogy a szóban több is van, mint az a, s, v, a betűk, ill. hangok kapcsolata - egy titokzatos valami, ami az első hang (a) hallatára homályosan jelentkezik a tudatban, a többi hangok hallatára egyre világosabban alakul ki s végül "kitör" vagy "kipattan" (szphótati, szphutati) a szóból, mint bimbóból a virág, s ami tehát hirtelen manifesztálódásáról a szphóta nevet viseli. A szphóta tehát a szónak észrevehetetlen és elmúlhatatlan alkotórésze, a szó jelentésének igazi hordozója, mintegy a szónak lelke, olyasmi, mint a platóni eszme - kétségkívül az, aminek mi a fogalom v. képzet nevet adjuk, amit azonban az indek nem jelöltek meg világosabban.